# Tenley Albright
Tenley Albright (Newton Centre (Massachusetts), 18 juli 1935) is een Amerikaans voormalig kunstrijdster op de schaats. Ze werd olympisch kampioene in 1956 en was tweemaal wereldkampioene.
Albright was van 1952 tot 1956 vijfmaal na elkaar Amerikaans kampioene kunstschaatsen. In 1953 werd ze in Davos de eerste Amerikaanse wereldkampioene in deze sporttak. Ze behaalde twee jaar later in Wenen een tweede wereldtitel. In de jaren 1954 en 1956 won ze tweemaal zilver op de wereldkampioenschappen.
Ze nam tweemaal deel aan de Olympische Winterspelen. In 1952 won ze bij haar eerste deelname de zilveren medaille, achter de Britse Jeannette Altwegg. Vier jaar later, tijdens de Olympische Winterspelen 1956 in Cortina d'Ampezzo won ze, opnieuw als eerste Amerikaanse, de gouden medaille, voor haar landgenote Carol Heiss.
Na haar olympische titel van 1956 stopte ze met topsport. Ze ging studeren aan de Harvard Medical School en werkte nadien als chirurg.

## Belangrijke resultaten
| Kampioenschap                  | 1951   | 1952   | 1953 | 1954   | 1955 | 1956   |
| ------------------------------ | ------ | ------ | ---- | ------ | ---- | ------ |
| Olympische Spelen              |        | Zilver |      |        |      | Goud   |
| Wereldkampioenschap            | 6e     | R      | Goud | Zilver | Goud | Zilver |
| Noord-Amerikaans kampioenschap | Brons  |        | Goud |        | Goud |        |
| Nationaal kampioenschap        | Zilver | Goud   | Goud | Goud   | Goud | Goud   |

- R=teruggetrokken